# Reggenza di Halmahera Settentrionale
La reggenza di Halmahera Settentrionale (in indonesiano: Kabupaten Halmahera Utara) è una reggenza dell'Indonesia, situata nella provincia di Maluku Settentrionale.